# Hochwald
Hochwald je obec ve švýcarském kantonu Solothurn. Žije zde přibližně 1 300 obyvatel.

## Geografie

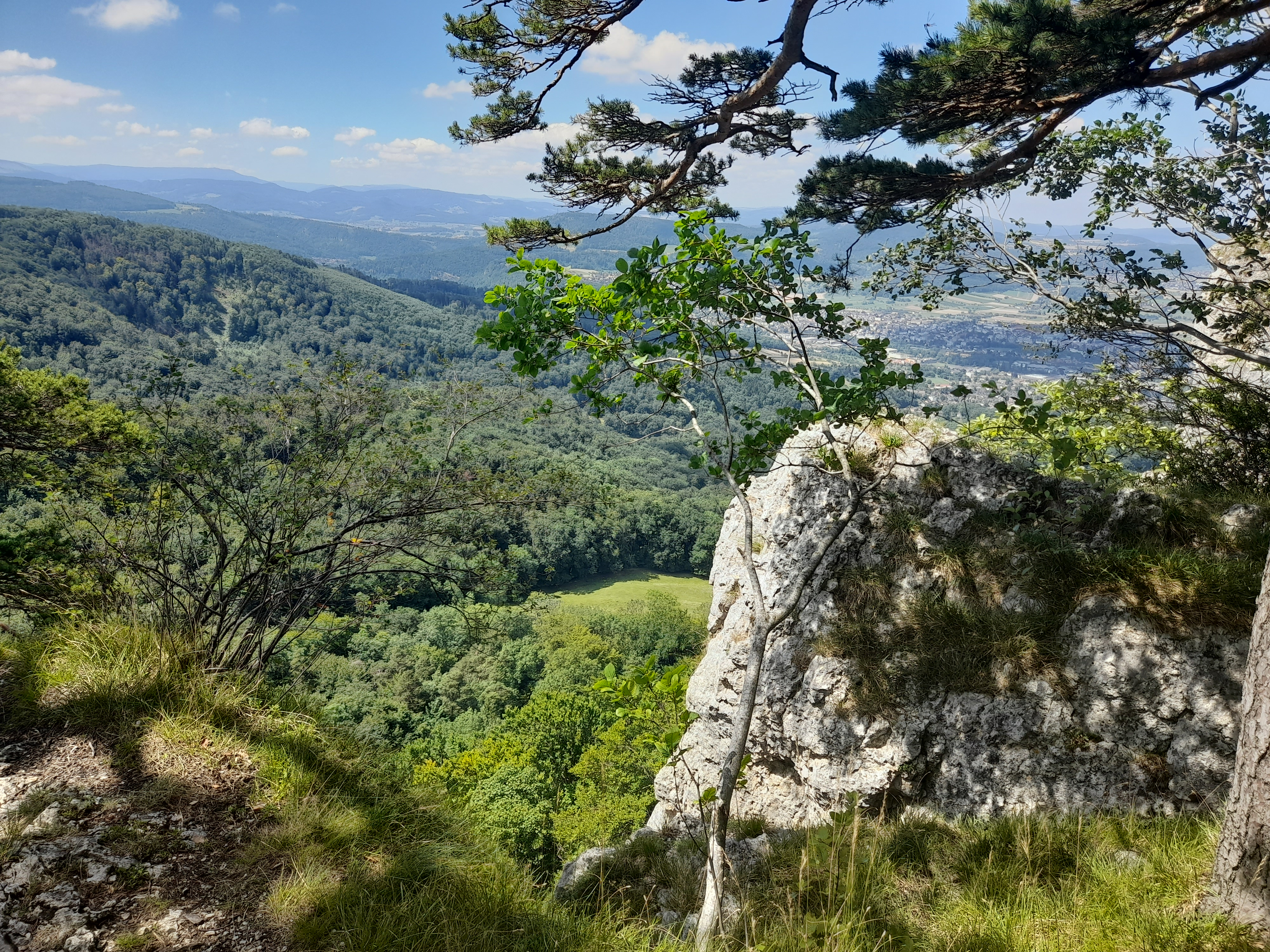
Pohled do oblasti Hochwaldu

Hochwald leží v nadmořské výšce 620 m, vzdušnou čarou 12 km jihovýchodně od Basileje. Obec leží v kotlině na gempenské náhorní plošině v pohoří Tafeljura v oblasti zvané Schwarzbubenland.
Území obce o rozloze 8,3 km² pokrývá část severního Jury. Území zabírá náhorní plošina Dorneckberg. Podél tektonické zlomové linie probíhající od jihojihozápadu k severu a severovýchodu se vytvořila přibližně 500 m široká deprese Hochwald, která rozděluje gempenskou náhorní plošinu na vyšší východní a nižší západní část. Na území obce se nenacházejí žádné povrchové vodní toky. Dešťová voda se ihned vsakuje do zkrasovělého podloží a znovu se objevuje až na hranici vrstevnic na svazích Dorneckbergu. Z prohlubně sice vede na západ směrem k Duggingenu dobře ohraničené suché údolí, ale ani při dlouhotrvajících přívalových deštích nedochází k jeho opětovné aktivaci.
Na západě k Hochwaldské kotlině přiléhá hřeben Uf der Hollen (699 m n. m.) a na severu Eichenberg (700 m n. m.). Součástí Hochwaldu je také kotlina Tüfleten. Na jihozápadě zasahuje oblast až k Falkenflue (624 m n. m.), která strmě klesá k údolí řeky Birs. Na východě zasahuje území obce do převážně zalesněných hřebenů Chälen, Langmatt (729 m n. m., nejvyšší bod Hochwaldu) a Nättenberg (704 m n. m.). Jak na západě, tak na východě vede hranice většinou po hraně schodů před strmým srázem do níže položených oblastí. Směrem k jihu je kotlina oddělena od Seetalu hřebenem u Ziegelschüren. V roce 2014 tvořila 10 % rozlohy obce zastavěná plocha, 45 % lesy a lesní porosty a 45 % zemědělství.
K Hochwaldu patří bývalá vesnice Chilchenrain (650 m n. m.) východně od obce, čtvrť Nättenberg (704 m n. m.) na hřebeni východně od obce, zemědělská osada Herrenmatt (615 m n. m.) na západním okraji náhorní plošiny a několik jednotlivých farem. Sousedními obcemi jsou Dornach, Gempen, Büren a Seewen v kantonu Solothurn a Duggingen v kantonu Basilej-venkov.

## Historie

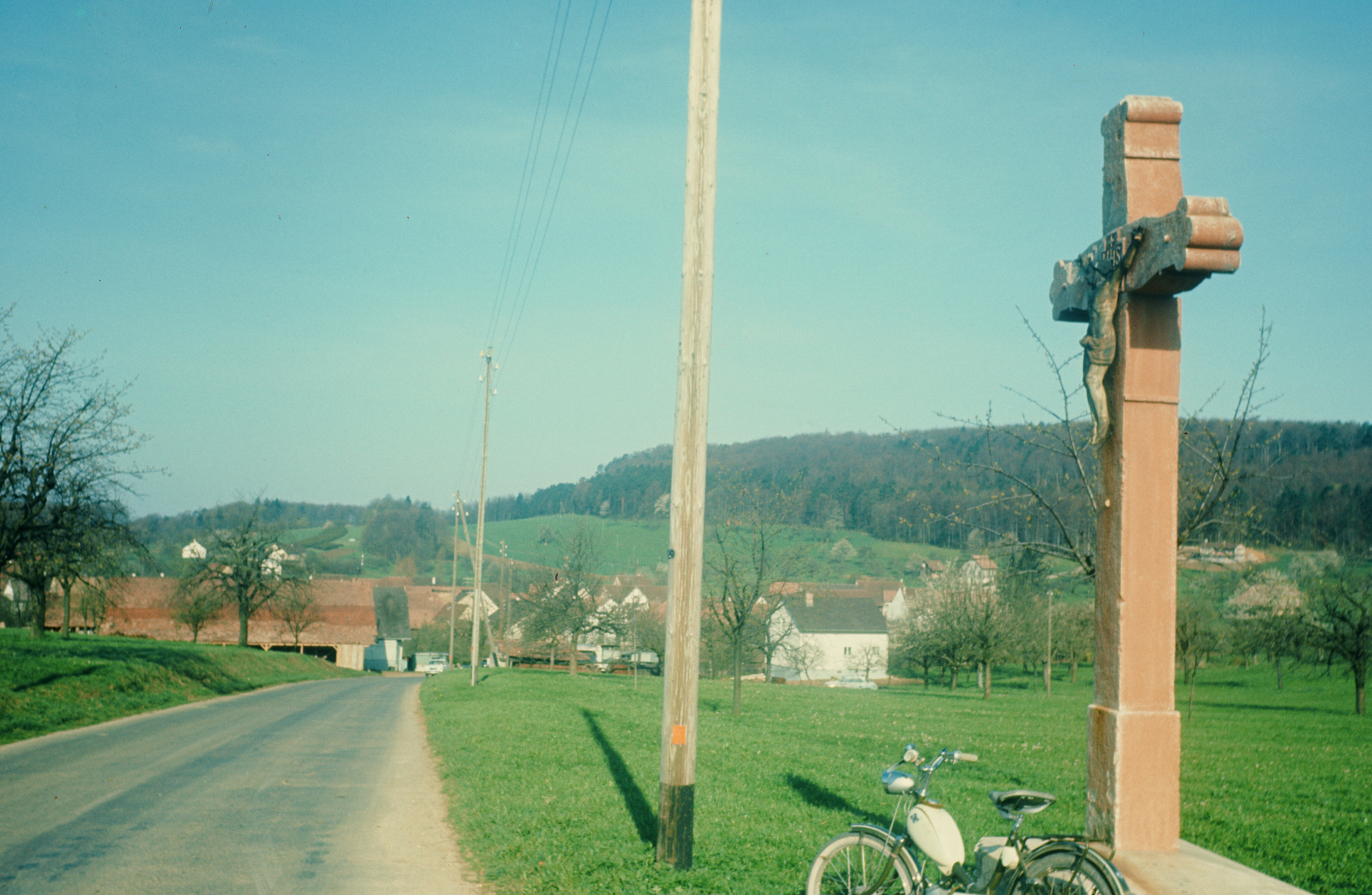
Pohled na obec (1968)

První písemná zmínka o obci pochází z roku 1225 a nese název Honwalt, který se postupem času změnil na Hochwald. Pro název byla rozhodující vyvýšená poloha osady. Ve středověku byl Hochwald součástí majetku basilejského biskupství, které zde udržovalo svoji nadvládu; patřil k panství Birseck. Různé statky v obci vlastnilo také opatství Schöntal. Během švábské války byl Hochwald těžce poškozen císařskými vojsky.

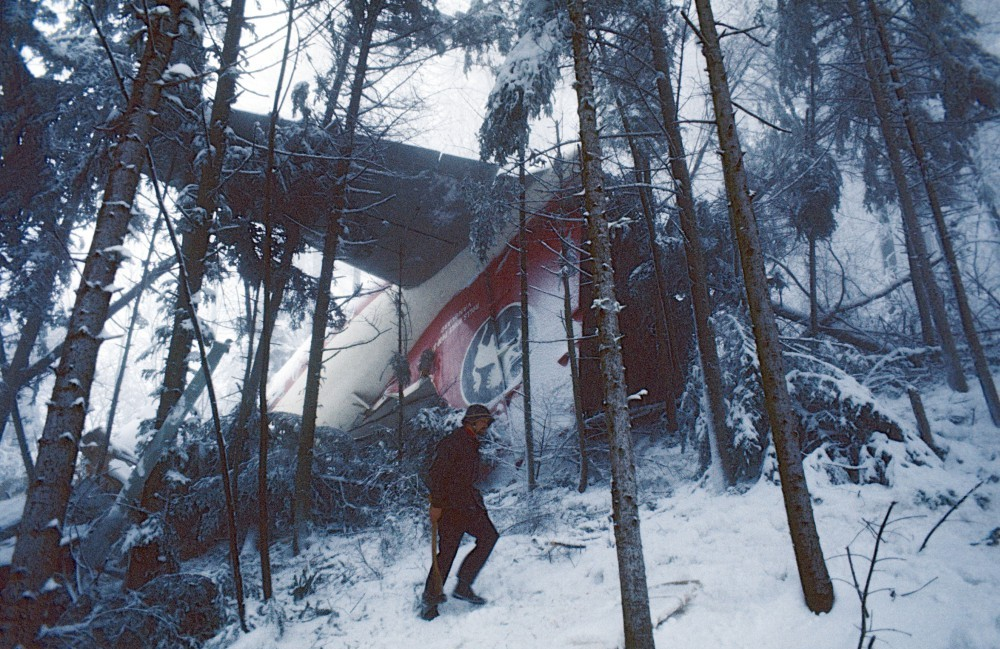
Nehoda letu Invicta 435 u Hochwaldu

V roce 1509 byl Hochwald dán do zástavy Solothurnu a byl přidělen k hejtmanství Thierstein a soudnímu okresu Dorneck. Obyvatelé vesnice přijali během reformace novou víru. Poté, co Solothurn v roce 1530 získal také církevní právo, však znovu zavedl katolickou bohoslužbu. Po pádu Staré konfederace (1798) patřil Hochwald v helvétském období k okresu Dornach a od roku 1803 k okresu Dorneck.
Dne 10. dubna 1973 se po nezdařeném přiblížení na přistání na letiště Basilej-Mulhouse zřítil do horského lesa u vesnice Herrenmatt letoun Vickers Vanguard společnosti Invicta International Airlines (let Invicta 435). Na památku této nehody se 108 oběťmi byl poblíž místa nehody postaven památník.

## Obyvatelstvo
| Vývoj počtu obyvatel | Vývoj počtu obyvatel | Vývoj počtu obyvatel | Vývoj počtu obyvatel | Vývoj počtu obyvatel | Vývoj počtu obyvatel | Vývoj počtu obyvatel | Vývoj počtu obyvatel | Vývoj počtu obyvatel | Vývoj počtu obyvatel | Vývoj počtu obyvatel | Vývoj počtu obyvatel | Vývoj počtu obyvatel | Vývoj počtu obyvatel | Vývoj počtu obyvatel | Vývoj počtu obyvatel | Vývoj počtu obyvatel | Vývoj počtu obyvatel | Vývoj počtu obyvatel | Vývoj počtu obyvatel |
| -------------------- | -------------------- | -------------------- | -------------------- | -------------------- | -------------------- | -------------------- | -------------------- | -------------------- | -------------------- | -------------------- | -------------------- | -------------------- | -------------------- | -------------------- | -------------------- | -------------------- | -------------------- | -------------------- | -------------------- |
| Rok                  | 1798                 | 1804                 | 1850                 | 1860                 | 1870                 | 1880                 | 1888                 | 1900                 | 1910                 | 1920                 | 1930                 | 1941                 | 1950                 | 1960                 | 1970                 | 1980                 | 1990                 | 2000                 |                      |
| Počet obyvatel       | 255                  | 420                  | 624                  | 637                  | 612                  | 588                  | 595                  | 582                  | 530                  | 508                  | 479                  | 448                  | 463                  | 463                  | 507                  | 637                  | 899                  | 1124                 |                      |

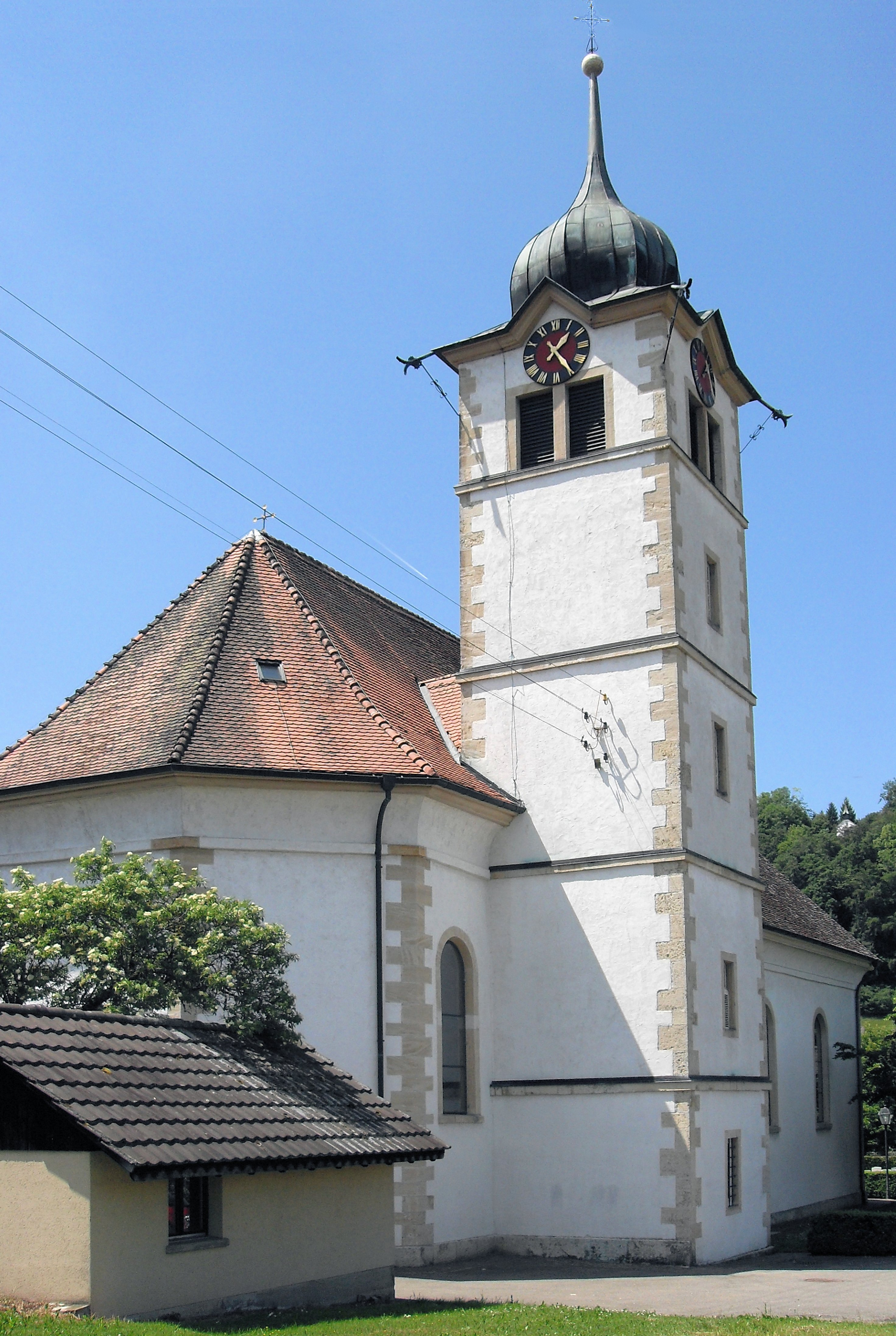
Kostel

97,6 % obyvatel hovoří německy, 0,5 % italsky a 0,5 % francouzsky (údaj z roku 2000). V roce 1850 žilo v Hochwaldu celkem 624 obyvatel a v roce 1900 582 obyvatel. V průběhu 20. století počet obyvatel v důsledku silného vystěhovalectví dále klesal až na 448 osob v roce 1941. Po období stagnace došlo od roku 1970 k výraznému nárůstu počtu obyvatel (507 obyvatel), přičemž během 25 let se počet obyvatel zdvojnásobil.

## Hospodářství
Až do druhé poloviny 20. století byl Hochwald vesnicí, která se vyznačovala převážně zemědělstvím. V 19. století zde začala fungovat tkalcovna hedvábí, soustružna a dvě cihelny. I dnes má ve struktuře obživy obyvatelstva význam zemědělství, ovocnářství (hlavně třešňovky), chov dobytka a chov dojnic. Hochwald je známý také výrobou másla. Další pracovní příležitosti jsou k dispozici v místních malých podnicích a ve službách, včetně stavebnictví, IT a zahradnického centra. V posledních desetiletích se obec rozvinula v rezidenční obec. Mnoho pracujících proto dojíždí za prací převážně do Basileje.

## Doprava
Obec se nachází mimo hlavní dopravní tepny na spojovací silnici z Gempenu do Seewenu. Nejbližší napojení na rychlostní silnici H18 (Basilej – La Chaux-de-Fonds) je vzdáleno asi 6 km od centra obce.
Hochwald je napojen na síť veřejné dopravy díky lince Postbusu, která jezdí z Dornachu do Seewenu a příležitostně až do Bürenu.